# Église Saint-Christophe du Puley
L'église Saint-Christophe du Puley est une église située sur le territoire de la commune de Le Puley dans le département français de Saône-et-Loire et la région Bourgogne-Franche-Comté.

## Historique
L'église, à l'état de ruines au début des années 1970, a été édifiée entre 1110 et 1150. 
C'est l'essentiel de ce qu'il reste d'un prieuré fondé avant 1211 et dont la vie, très vite, se confond avec celle du prieuré de Lancharre (situé sur le territoire de la commune de Chapaize), duquel il relevait, prieuré de bénédictines (c'est ainsi que les filles du Puley, de chanoinesses libres, devinrent bénédictines).
L'église n'a jamais été remaniée après sa construction, et est donc purement romane. Elle  fait l'objet d'un classement au titre des monuments historiques depuis le 30 janvier 1973.
Le monument, qui a subi la chute de son clocher en 1877, a été restauré de 1969 à 1984 à l'initiative de l'association de sauvegarde et valorisation du même nom (fondée en 1970), sous l'égide des chantiers Rempart (qui réalise chaque été deux semaines de chantiers sur l'édifice).

## Description
L'église, bien orientée, se compose d'une nef de trois travées, flanquée de bas-côtés, d'un transept non saillant, d'une travée de chœur flanquée de deux travées droites qui précèdent une abside et deux absidioles en hémicycle.
Elle a pour dimensions : 21,30 mètres de longueur, 11,80 mètres de largeur (maximale) et 25 mètres environ de hauteur (à la pointe du clocher).